# オールトの雲
| 太陽系外縁天体                                         | 太陽系外縁天体         |
| ------------------------------------------------------ | ---------------------- |
| エッジワース ・カイパー ベルト （海王星との 軌道共鳴） | (3:4)                  |
| エッジワース ・カイパー ベルト （海王星との 軌道共鳴） | 冥王星族 (2:3)         |
| エッジワース ・カイパー ベルト （海王星との 軌道共鳴） | (3:5)                  |
| エッジワース ・カイパー ベルト （海王星との 軌道共鳴） | キュビワノ族 ( - )     |
| エッジワース ・カイパー ベルト （海王星との 軌道共鳴） | (1:2)                  |
| 散乱円盤天体                                           |                        |
| オールトの雲                                           |                        |
| 類似天体                                               | ケンタウルス族         |
| 類似天体                                               | 海王星のトロヤ群       |
| 類似天体                                               | 彗星（遷移天体）       |
| 関連項目                                               | 準惑星（冥王星型天体） |
| 関連項目                                               | 太陽系小天体           |
| ■Portal ■Project ■Template                             |                        |

オールトの雲（オールトのくも、英: Oort cloud）あるいはオールト雲（オールトうん）とは、太陽系の外側を球殻状に取り巻いていると考えられている理論上の天体群である。
名称はオランダの天文学者ヤン・オールトが、1950年に長周期彗星や非周期彗星の起源として提唱したことに由来する。存在を仮定されている天体は、水・一酸化炭素・二酸化炭素・メタンなどの氷が主成分であると考えられている。

## 概要
オールトの雲は、おおむね太陽から10,000天文単位（au）、もしくは太陽の重力が他の恒星や銀河系の重力と同程度になる100,000au（≓約1.58光年）の間に球殻状に広がっているとされる。その存在は彗星の軌道長半径と軌道傾斜角の分布の統計にもとづく状況証拠のみであり、想定される領域で天体が直接観測された訳ではないため、仮説の域を出ないが、存在を否定する証拠も特にない。
オールトの雲には1×1012（1兆個）単位の数の天体が含まれると推測されている。その起源は、太陽系の形成と進化の過程で、現在の木星軌道付近から海王星軌道付近までに存在していた小天体が、巨大惑星の重力や相互衝突により軌道要素が変わり、近日点距離が海王星軌道の半径よりも大きな長楕円軌道に移ったとする説が有力である。この説によると、もともと海王星軌道の外側にあった天体は、エッジワース・カイパーベルト天体として今も残っているということになる。
日本学術会議による2007年4月9日の対外報告（第一報告）では、「オールト雲はまだその存在が確認されていないため、現在のところ明確に太陽系外縁天体に含まれるものではないが、将来的には外縁天体の延長と見なされるようになるだろう」と述べられている。
エルンスト・エピックも彗星の起源としてよく似た仮説を発表しているため、時折「エピック・オールトの雲（Öpik–Oort cloud）」と言われることもある。

## オールトの雲に含まれる可能性のある天体

### 長周期彗星・非周期彗星
確認されている太陽系天体の中で、オールトの雲に属すると推測される天体は長周期彗星や非周期彗星（前者を後者に含めることもある）のみである。詳細は非周期彗星の一覧を参照。
2004年に小惑星として発見され、のちに長周期彗星であったことが判明したリニア彗星（C/2004 YJ35）の場合、遠日点は約24,300au、公転周期は約1134万年と推定されている。非周期彗星の軌道は放物線か双曲線であり、遠日点という言葉は意味をなさない。

### 小惑星
パロマー天文台で2003年に発見されたセドナ（準惑星候補の天体の一つ）は、オールトの雲に属する天体であるとする説があったが、その後の観測で遠日点が最大でも924auであることがわかったため、オールトの雲は1万auよりずっと内側まで広がっている（内部オールト雲という）とする説と、セドナはオールトの雲の天体ではないとする説とが対立している。同様に遠日点が数百から数千auという小天体は他にも数個発見されているが、セドナほど大きいものはない。

### 惑星質量天体
テュケーは、ジョン・マティスが1999年の論文でオールトの雲付近に存在すると提唱した、仮説上の惑星質量天体である。太陽から15,000auほどのオールトの雲付近に、木星の4倍ほどの質量を有する天体が存在し、180万年ほどの周期で太陽を周回するとされた。2009年12月に打ち上げられた広域赤外線探査衛星の探査により、発見されることを期待する科学者もいたが、現在では存在を否定する説が多い。

## 他の恒星の影響
現在太陽系から63光年の空間に存在する恒星グリーゼ710が、およそ150万年後に太陽から約1光年の位置まで接近するため、仮にオールトの雲が存在するならば、近接する空間のそれはかなりの影響が生じると予想される。
海王星より内側の惑星には直接的な影響こそ及ぼさないものの、過去においてはこうした恒星の接近によって軌道を乱された彗星が太陽系内部に飛来し、その一部が地球に衝突して、大量絶滅を引き起こしたとする説がある。
ショルツ星系は今から約7万年前に、太陽から52,000au（0.25パーセク、0.82光年）の距離を通過したと計算されている。仮にショルツ星系の影響でオールトの雲から彗星が散乱されたとしても、太陽系の内側に達するには200万年を要するとされる。